# Curculigo
Curculigo é um género botânico pertencente à família Hypoxidaceae.
1. ↑  «Curculigo — World Flora Online». www.worldfloraonline.org. Consultado em 19 de agosto de 2020